# Semsey László
Semsei gróf Semsey László Lajos Ferenc (Pest, 1869. december 24. – Budapest, 1943. május 5.) politikus, titkos tanácsos, huszárhadnagy, nagybirtokos.

## Élete
Semsey Albert (1820–1873) abaúji főispán és Bencsik Valéria (1832–1886) hatodik gyermeke és egyetlen fia, a neves Semsey család sarja. A középiskolát Kalksburgban, az egyetemet Angersben, Oxfordban és a Budapesti Egyetemen végezte, ezt követően 1893-ban állam- és jogtudományokból doktorált. Katonaként a 7. számú huszárezredben szolgált, innen tartalékos huszárhadnagyként és parancsőrtisztként szerelt le. 1896-ban, a millenniumi ünnepségek idején Ferenc József a szertartásmesteri teendők ellátásával bízta meg. Ekkor kezdett politikával foglalkozni, és ugyanattól az évtől már országgyűlési képviselő is volt, a nagyidai kerületet képviselte a Szabadelvű Párt színeiben. 1906-ban azonban kilépett pártjából és a nemzeti ellenállás szervezésében vállalt nagy szerepet, ezt a célt anyagilag is bőséggel támogatta. Az Országos Alkotmánypárt ügyvezető jegyzője és Andrássy Gyula egyik leghűségesebb követője lett. 1907. augusztus 25-én az uralkodó érdemeiért grófi címmel ruházta fel, ezzel együtt pedig az örökös jogú főrendiházi tagságot is megkapta. Az első világháború alatt a sebesültek szállítását irányította a Magyar Vöröskeresztnél. 1918 után teljesen visszavonult a közélettől, a továbbiakban birtokain gazdálkodott. Az 1930-as években rövid időre visszatért, a Felsőház tagjai között foglalt helyet.

## Családja
1894-ben nősült, Dessewffy Karolina grófnőt (1870–1950), Dessewffy Aurél főrendiházi elnök leányát vette el, akitől három gyermeke született:
- Ilona Ignácia Róza Aurélia Mária Margaréta Johanna (1895–1978); férje: Franz von Ortenburg-Neuortenburg gróf (1875–1936)
- Andor István Mária Sándor Albert Aurél László József (1897–1977); neje: Károlyi Klára grófnő (1903–1993)
- Lujza Mária Karolina Paula Andrea (1900–1981); férje: Berthold von Stürgkh zu Plankenwart (1898–1965)